# 2MASS J02073557+1355564
2MASS J02073557+1355564 ist ein Brauner Zwerg im Sternbild Widder. Er wurde 2002 von Suzanne L. Hawley et al. entdeckt und gehört der Spektralklasse L3±1,5 an.